# North Queensland Fury FC
El North Queensland Fury FC va ser un club de futbol situat a la ciutat de Townsville (Queensland, Austràlia). Va ser fundat el 2008 com a franquícia d'expansió de l'A-League, el principal campionat professional australià de futbol, en què va jugar fins al 2011.

## Història

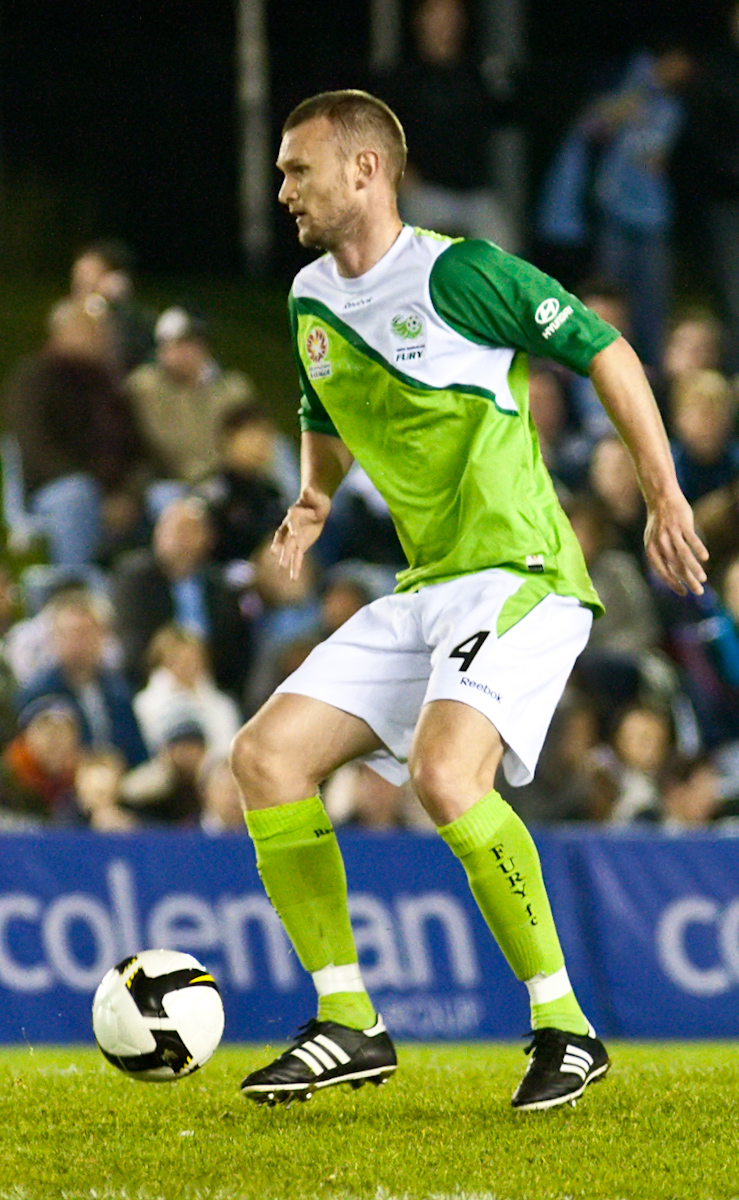
Scott Wilson, exjugador del North Queensland Fury.

El North Queensland és una de les dues primeres franquícies d'expansió que va tenir l'A-League, quan per a la temporada 2009-10 va decidir augmentar el nombre de participants a 10. La ciutat de Townsville havia intentat aconseguir una franquícia en el campionat des de la desaparició del New Zealand Knights FC, quan va presentar una oferta que va ser rebutjada per la Federació de Futbol d'Austràlia a favor del Wellington Phoenix FC.
Des de llavors, la ciutat va presentar una candidatura per a la temporada 2008-09 amb el nom de Northern Thunder FC, amb la qual poder optar a una expansió del campionat. El projecte va ser fortament publicitat sota aquesta denominació, i fins i tot va arribar a figurar en els informatius nacionals. No obstant això, el principal impulsor de la proposta va acabar retirant-se del grup, de manera que l'A-League va decidir endarrerir l'expansió un any. Al cap de poc, l'empresari local Don Matheson va reprendre el projecte, al que va realitzar lleugers retocs i va atorgar una nova marca. Finalment, l'A-League va acceptar donar al North Queensland Fury una de les dues places d'expansió del campionat per a la temporada 2009-10.
En la seva temporada de debut, el principal reforç de l'equip va ser Robbie Fowler, internacional amb Anglaterra, com a jugador franquícia. No obstant això, la temporada se salda amb una setena posició i l'assistència al camp es va situar per sota del que s'esperava. A l'any següent, es va anunciar la contractació del txec František Straka com a entrenador i es va renovar tota la plantilla.
Durant tota la seva breu història, l'equip va tenir problemes econòmics, dificultats per captar patrocinadors i una baixa rendibilitat. L'1 de març del 2011, el club va anunciar la seva renúncia a la franquícia, en no poder fer front als 300.000 dòlars necessaris per a la inscripció. La Federació de Futbol d'Austràlia va confirmar la seva absència a partir de la temporada 2011/12, sense que la seva plaça sigui coberta per un altre equip.

## Uniforme
- Uniforme titular: Samarreta verda clara amb mànigues de color verd fosc, pantalons blancs clars i mitjons verds.
- Uniforme alternatiu: Samarreta blanca i verda, pantalons i mitjons marrons.

## Estadi
El North Queensland jugava els seus partits com a local al Willows Sports Complex, conegut per raons de patrocini com Daily Farmers Stadium. Compta amb capacitat per a 27.000 espectadors. Encara alberga partits de futbol, el recinte és més conegut per ser la casa dels North Queensland Cowboys, un equip de la National Rugby League, pel que és usual el seu ús en partits de rugbi.